# Kääkönlampi
Kääkönlampi är en sjö i kommunen S:t Michel i landskapet Södra Savolax i Finland. Sjön ligger 103,8 meter över havet. Arean är 1,37 kvadratkilometer och strandlinjen är 10,96 kilometer lång. Sjön  ingår i Kymmene älvs huvudavrinningsområde.   Den ligger omkring 46 kilometer norr om S:t Michel och omkring 240 kilometer nordöst om Helsingfors. 
I sjön finns örna Yösaaret, Särkisaari, Teurisaari. 